# 羅南區域
羅南區域 (韓語：라남구역)是朝鲜民主主义人民共和国咸镜北道清津市7個區域之一。
在朝鮮日治时期，第十九师团司令部设于此，因此此地素有「军都」之称。它也是咸镜北道政府办公室所在地。
現今，此區域也為是朝鲜人民军（朝鲜军队）的军事基地座落之處。

## 地理
它位于清津市南部，面朝日本海。

## 行政区划
羅南區域下辖19洞、2里。
- 羅北1洞 (韓語：라북 1동)
- 羅北2洞 (韓語：라북 2동)
- 羅城洞 (韓語：라성동)
- 羅興1洞 (韓語：라흥 1동)
- 羅興2洞 (韓語：라흥 2동)
- 樂園1洞 (韓語：락원 1동)
- 樂園2洞 (韓語：락원 2동)
- 鳳泉1洞 (韓語：봉천 1동)
- 鳳泉2洞 (韓語：봉천 2동)
- 鳳泉3洞 (韓語：봉천 3동)
- 龍川洞 (韓語：룡천동)
- 富岩洞 (韓語：부암동)
- 西里洞 (韓語：새거리동)
- 梨谷洞 (韓語：리곡동)
- 新興洞 (韓語：신흥동)
- 恩德洞 (韓語：은덕동)
- 豐谷洞 (韓語：풍곡동)
- 檜鄉洞 (韓語：회향동)
- 平和洞 (韓語：평화동)
- 龍岩里 (韓語：룡암리)
- 鳳岩里 (韓語：봉암리)

## 历史

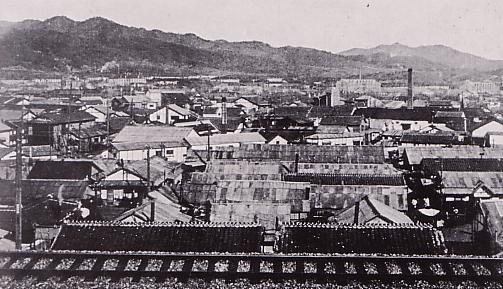
日本殖民时代下的罗南

历史上，羅南區域是咸镜道鏡城郡的一部分。在日本殖民时期則属於咸镜北道。
- 1914年 - 鏡城郡的梧村面设立罗南町、三好町、生驹町、初濑町。
- 1915年，大日本帝国陆军第十九师团司令部在羅南成立。
- 1920 - 咸镜北道道厅迁至鏡城的羅南。由于这里是军事和行政中心，因此居住着许多日本人。
- 1930年 - 分割梧村面，设立羅南面和鏡城邑。
- 1931年 - 羅南面升格为羅南邑。
- 1940年3月 - 羅南邑的一部分并入清津府。

### 年表[2]
- 1960年10月 -咸镜北道罗南市罗兴洞、梨谷洞、平和洞、豐谷洞、解放洞、新興洞、龙岩里、罗北里、漁游里、富潤里、桧鄉里、凤岩里・与龍川里被重劃入清津市罗南地区。 (7洞5里)
  - 富潤里升格为富潤洞。
  - 解放洞更名为罗城洞。
  - 龍川里并入漁游里。
- 1963年11月 - 随着清津市的升格，成为清津直辖市罗南地区。 (8洞5里)
  - 罗兴洞和罗城洞的一部分合并为罗兴1洞。
  - 罗兴洞的剩余部分以及罗城洞和新興洞的一部分合并为罗兴2洞。
- 1967年富潤洞降级为富潤工人区。 (7洞、1工人区、5里)
- 1970年7月 - 由于清津直轄市降级，成为咸镜北道清津市羅南地区的一部分。 (7洞4里)
  - 富润工人区和漁游里并入清津市新设立的富润區域。
- 1977年11月 - 随着清津市的升格，成为清津直辖市罗南地区。 (7洞4里)
- 1978年10月（12洞3里）
  - 鏡城郡九德里編入羅南區域。
  - 凤岩里的一部分被分离，设立乐园洞、西里洞、凤泉洞。
  - 罗北里升级为罗北洞。
  - 九德里升格为恩德洞。
- 1985年7月 - 由于清津直轄市降级，成为咸镜北道清津市羅南地区的一部分。 (12洞3里)
- 1987年（15洞3里）
  - 乐园洞的一部分与清津市松坪區域農圃1洞的一部分合并，设立乐园1洞。
  - 乐园洞的剩余部分与清津市松坪地区農圃1洞的一部分合并，设立乐园2洞。
  - 鳳泉洞的一部分被分离出来，设立了鳳1一洞。
  - 鳳泉洞窟的剩余部分与清津市富润區域渔游里的一部分合并，设立了鳳泉2洞。
  - 分割罗北洞，设立罗北1洞、罗北2洞。
- 1991年(18洞3里)
  - 分割鳳泉2洞，设立富岩洞和龍川洞。
  - 鳳泉1洞的一部分被分离，成立鳳泉2洞和鳳泉3洞。
- 1993年1月 - 清津市富润區域中的富润1洞、富潤2洞、千水洞、古城1洞、古城2洞、勝利、阿陽洞、漁游里编入羅南區域。 (18洞、1工人区、4里)
  - 富润1洞、富润2洞、千水洞、古城1洞、古城2洞、勝利洞、阿陽洞合并，设立富润工人区。
- 1994年3月 - 富潤工人区及漁游里并入清津市新设立的富润區域。 (18洞3里)
- 1999年檜鄉里升格为檜鄉洞。 (19洞2里)

#### 羅南市
- 1914年-咸镜北道鏡城郡梧村面设立。
- 1920年- 咸镜北道办事处从鏡城迁至羅南市。
- 1930年- 庆城郡梧村面的一部分被分离出來设立羅南面。
- 1931年- 羅南面升格为羅南邑。
- 1940年3月 - 南邑的一部分并入清津府。
- 1943年- 南邑并入清津府。
- 1945年（独立后） -咸镜北道清津府和鏡城郡龙城面的部分地区合并为罗南市。
- 1949年- 并入清津市的一部分。
- 1952年12月 - 由于郡面里的合并和废除，咸镜北道羅南市和鏡城郡鏡城面的部分地区成立了罗南市。羅南市设立了以下村庄。 (13里)
  - 罗兴里、平和里、梨谷里、豐谷里、解放里、新興里、桧鄉里、龙岩里、鳳岩里、羅北里、漁游里、龙川里、富潤里
- 1955年(6洞7里)
  - 羅興里升格为羅興洞。
  - 平和里升格為平和洞。
  - 梨谷里升格为梨谷洞。
  - 豐谷里升格为豐谷洞。
  - 解放里升格为解放洞。
  - 新興里升格为新興洞。
- 1960年10月，羅南市在行政區劃上被廢止。
  - 罗兴洞、平和洞、梨谷洞、豐谷洞、解放洞、新興洞、桧鄉里、龙岩里、鳳岩里、羅北里、漁游里、龙川里、富潤里并入清津市的羅南地区。

## 鐵路交通
- 平羅線
  - 羅南站

## 相关條目
- 第19师團 (日本)